# Roller derby
Roller derby er en kontaktsport opfundet i USA. Oprindeligt var det en form for sportsunderholdning, baseret på rulleskøjteløb på en oval bane. Tidligere var det en sport for både mænd og kvinder, men nu til dags er den hovedsageligt domineret af kvinder.

## Roller derby for kvinder i Danmark
Der er pr. 2013 to kvindelige roller derbyhold i København: Copenhagen Roller Derby, kaldet Rollin Heartbreakers (A hold) og Kick Ass Cuties (B hold). Århus er base for Århus Derby Danes og i Aalborg regerer Combat Bullies. Odense er hjemsted for Odense Roller Girls, Roskilde har Vicious Valkyries og Svendborg har Howlin' Honeys. Info om de forskellige hold findes på Facebook under deres respektive sider. Optag i klubberne sker løbende.
Kvindelandsholdet - Team Denmark Roller Derby - deltog i VM i Dallas, USA fra 4. til 7. December 2014. Næste VM finder sted i 2017, og her stiller Danmark ligeledes med et hold. Holdet er sammensat af spillere fra klubber over hele landet.

## Roller derby for mænd i Danmark
Det er pr. 2013 kun en enkelt roller derby-klub for mænd i Danmark. Klubben ligger i Århus og deler lokaler med Århus Derby Danes og huser både et lokalt hold, Aarhus Rolling' Menace, samt Danmarks nationalhold, Team Denmark. Klubben blev etableret i februar 2013 og er tilknytningsted for herre-roller derby-spillere fra hele landet, inklusiv København og Roskilde. Der findes to blandede hold af mænd og kvinder i Danmark,  i Aarhus og Odense.
- Wikimedia Commons har flere filer relateret til Roller derby

 Der er for få eller ingen kildehenvisninger i denne artikel, hvilket er et problem. Du kan hjælpe ved at angive troværdige kilder til de påstande, som fremføres i artiklen.

| Sport | Spire Denne artikel om sport er en spire som bør udbygges. Du er velkommen til at hjælpe Wikipedia ved at udvide den. |